# Курув (Свентокшиське воєводство)
Курув (пол. Kurów) — село в Польщі, у гміні Ліпник Опатовського повіту Свентокшиського воєводства.
Населення — 412 осіб (2011).
У 1975-1998 роках село належало до Тарнобжезького воєводства.

## Демографія
Демографічна структура на день 31 березня 2011 року:
|          | Загалом | Допрацездатний вік | Працездатний вік | Постпрацездатний вік |
| -------- | ------- | ------------------ | ---------------- | -------------------- |
| Чоловіки | 194     | 34                 | 142              | 18                   |
| Жінки    | 218     | 40                 | 127              | 51                   |
| Разом    | 412     | 74                 | 269              | 69                   |